# 圣欧内斯
圣欧内斯（法語：Saint-Aunès，法語發音：[sɛ̃.t‿onɛs] ⓘ）是法国埃罗省的一个市镇，位于该省东部，属于蒙彼利埃区。该市镇总面积12.32平方公里，2009年时的人口为3030人。

## 交通
法国国家A9号高速公路经过境内但未设出入口。埃罗省省道D24E2线和D145线在镇中心交汇，D112线经过境内东部。
圣欧内斯站是塔拉斯孔－蒙彼利埃铁路上的一个车站。

## 人口
圣欧内斯人口变化图示